# كلية التربية جامعة الأزهر بتفهنا الأشراف
كلية التربية بتفهنا الأشراف إحدى كليات جامعة الأزهر، ولقد أقيمت بالجهود الذاتية حيث خصصا صلاح عطية، وصلاح خضر، حوالي فدانين من الأرض لإقامة الكلية عليها، وتم بالفعل البناء طبقا لمواصفات الإدارة الهندسية بجامعة الأزهر، وانتهى البناء الخاص بالمباني الأربعة للكلية في صيف عام 1994م.

## الموقع والمساحة
تقع في قرية تفهنا الأشراف- التابعة لمركز ميت غمر-محافظة الدقهلية، وتبعد عن مدينة ميت غمر بحوالي تسعة كيلو مترات، بينما تبعد عن مدينةالزقازيق بمحافظة الشرقية بحوالي عشرين كيلو متراً، وعن مدينة طنطا بمحافظة الغربية بمسافة أربعين كيلو متر تقريباً، وعن مدينة بنها بمحافظة القليوبية بحوالي أربعين كيلو متراً، وهذا ما يجعل موقعها متميزاً حيث تربط بين أربعة محافظات هي ( الشرقية- الغربية- الدقهلية -القليوبية) وتبلغ مساحة القرية حوالي 600 فدان يسكنها 6 آلاف نسمة، بينما تبلغ مساحة الكلية (2) فدان.

## تاريخ ونشأة كلية التربية بتفهنا الأشراف
جاءت إشارة البدء بالدراسة (بكلية التربية بتفهنا الأشراف ـ دقهلية ـ جامعة الأزهر) بمقتضى قرار رئيس مجلس الوزراء رقم 1000 لسنة 1995م الصادر بتاريخ 18/5/1995م, حيث بدأت الدراسة في 29/9/1995م لاستقبال أول دفعة بالكلية.وقد تفضل الإمام الأكبر شيخ الأزهر الأستاذ الدكتور / محمد سيد طنطاوي، وفضيلة الأستاذ الدكتور أحمد عمر هاشم ـ رئيس الجامعة، والسيد اللواء / فخر الدين خالد عبده ـ محافظ الدقهلية، ولفيف من الشخصيات البارزة بالمحافظة بافتتاح الكلية رسميا يوم 14/6/1996م في احتفال كبير نظمه المركز الإسلامي بتفهنا الأشراف.

## الأقسام/الشُعب
تضم كلية التربية بتفهنا الأشراف عددا من الشُعب :
1. الدراسات الإسلامية
2. اللغة العربية
3. اللغة الإنجليزية
4. اللغة الفرنسية
5. التاريخ
6. الجغرافيا
7. علم النفس
8. التربية الخاصة
9. تكنولوجيا التعليم
10. الخدمة الاجتماعية

وتقبل الكلية الحاصلين على الشهادة الثانوية الأزهرية القسم الأدبي في التخصصات السابقة عدا الخدمة الاجتماعية، وتكنولوجيا التعليم فإنها تقبل الحصالين على الشهادة الأزهرية (علمي/أدبي)

## رؤية الكلية
تسعي الكلية لتحقيق التميز في التعليم الجامعي بما يتوافق مع رؤية الجامعة، ذلك بتقديم البرامج الأكاديمية والمهنية والثقافية المعتمدة في ضوء متطلبات وخصائص المتعلمين وبما يساير مقتضيات العصر لإعداد خريج متميز، ليكون قادراً علي خدمة مجتمعه.

## رسالة الكلية
تسعي الكلية من خلال تحقيق الرسالة الخاصة بها إلي:-
1. إعداد كوادر الخريجين تربوياً ومهنياً لتصبح قادرة علي المساهمة في بناء ورقي المجتمع.
2. توفير بيئة تعلم جذابة ملائمة في ضوء الاتجاهات التربوية المعاصرة.
3. تقديم الخدمات والاستشارات التربوية والنفسية لمؤسسات التعليم والمجتمع المحلي المحيطة بها.
4. توفير الوسائل والأجهزة التكنولوجية الحديثة داخل المؤسسة لتحقيق النمو المتكامل لأعضاء هيئة التدريس.
5. إعداد البحوث والدراسات المتطلبة في حل المشكلات التربوية والمهنية.
6. التنمية الشاملة لجميع العاملين بالمؤسسة والارتقاء بالمستوي التعليمي والمهني لهم وفق معايير الجودة والاعتماد الأكاديمي المعتمدة.

## أهداف الكلية
تتمثل أهدف الكلية في الآتي:
1. إعداد خريج يتميز في مجالات العلوم التربوية قادرا علي التعامل مع أهم أدوات العصر الذي نعيشه.
2. إعداد حملة الثانوية الأزهرية أو ما يعادلها لمهنة التعليم .
3. إعداد الأخصائيين والقادة في النواحي المختلفة والمرتبطة بمهنة التعليم .
4. إجراء البحوث العلمية في المجالات المختلفة للعلوم التربوية والنفسية والاجتماعية .
5. رفع المستوي المهني للعاملين بحقل التعليم الأزهري .
6. القيام بمشروعات وبرامج متخصصة في المجالات المختلفة للعلوم التربوية والنفسية لخدمة البيئة وتنمية المجتمع.